# Wenecka Wikipedia
 Wenecka Wikipedia – edycja językowa Wikipedii tworzona w języku weneckim.
Na dzień 14 lipca 2014 roku edycja ta liczyła około 12 000 artykułów.